# 穆兰苏图旺
穆兰苏图旺（法語：Moulin-sous-Touvent，法語發音：[mulɛ̃ su tuvɑ̃]）是法国瓦兹省的一个市镇，属于贡比涅区。

## 地理
穆兰苏图旺（49°27'23"N, 3°4'17"E）面积18.14 平方千米，位于法国上法蘭西大區瓦兹省，该省份为法国北部内陆省份，北起索姆省，西接厄尔省和滨海塞纳省，南至塞纳-马恩省和瓦兹河谷省，东临埃纳省。
与穆兰苏图旺接壤的市镇（或旧市镇、城区）包括：阿蒂希、欧特雷什、比特里、卡勒蓬、楠塞勒、圣皮埃尔莱比特里、特拉西勒蒙、特拉西勒瓦勒。

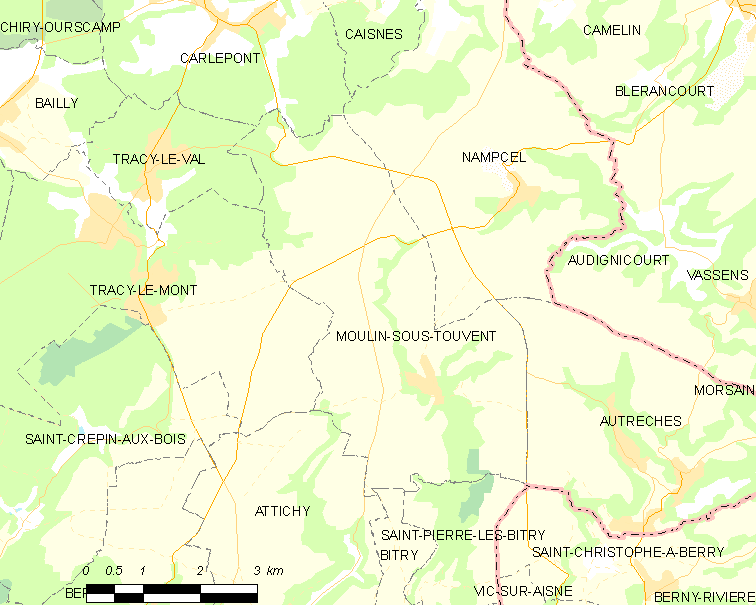
穆兰苏图旺的OSM定位图

穆兰苏图旺的时区为UTC+01:00、UTC+02:00（夏令时）。

## 行政
穆兰苏图旺的邮政编码为60350，INSEE市镇编码为60438。

## 政治
穆兰苏图旺所属的省级选区为贡比涅第一县。

## 人口

1962-2008年间穆兰苏图旺人口变化图示

穆兰苏图旺于2022年1月1日时的人口数量为189人。